# Turtmänna
Die Turtmänna ist ein rund 18 Kilometer langer linker Nebenfluss der Rhone im Schweizer Kanton Wallis. Sie durchfliesst das Turtmanntal und entwässert dabei ein Gebiet von 113 Quadratkilometern.

## Verlauf
Die Turtmänna entspringt am Turtmanngletscher unterhalb des Bishorns auf dem Gemeindegebiet von Oberems. Schon kurz danach bildet sie die Gemeindegrenze zwischen Oberems und Turtmann-Unterems. Sie durchfliesst den Turtmannsee und ein weiteres Staubecken und fliesst in nördliche Richtung durch das Turtmanntal. Ab Gruben bildet sie die Grenze zwischen Oberems und Ergisch, um nur wenig später bei Turtmann in der Gemeinde Turtmann-Unterems in die Rhone zu münden.